# Matanzas
Pour les articles homonymes, voir Matanzas (homonymie).
Matanzas est une ville portuaire et municipalité de Cuba, capitale de la province de Matanzas. Elle est appelée la « ville des ponts » et parfois « la Venise » de Cuba.
Grande ville industrielle, elle est aussi le quatrième port mondial pour l'exportation de sucre de canne.

## Géographie

### Situation, description
Matanzas est située sur la côte nord au bord de la vaste baie de Matanzas (es), au nord-ouest de la province de Matanzas, à 102 km à l'est de La Havane et à 40 km à l'ouest de la péninsule de Hicacos où se trouve la station balnéaire de Varadero.
Elle doit son surnom de « ville des ponts » ou « la Venise » de Cuba aux dix-sept ponts enjambant les trois rivières qui traversent la ville : Rio Yumuri (en), San Juan, et Canímar.
L'aéroport Juan-Gualberto-Gómez est à l'est de la ville.

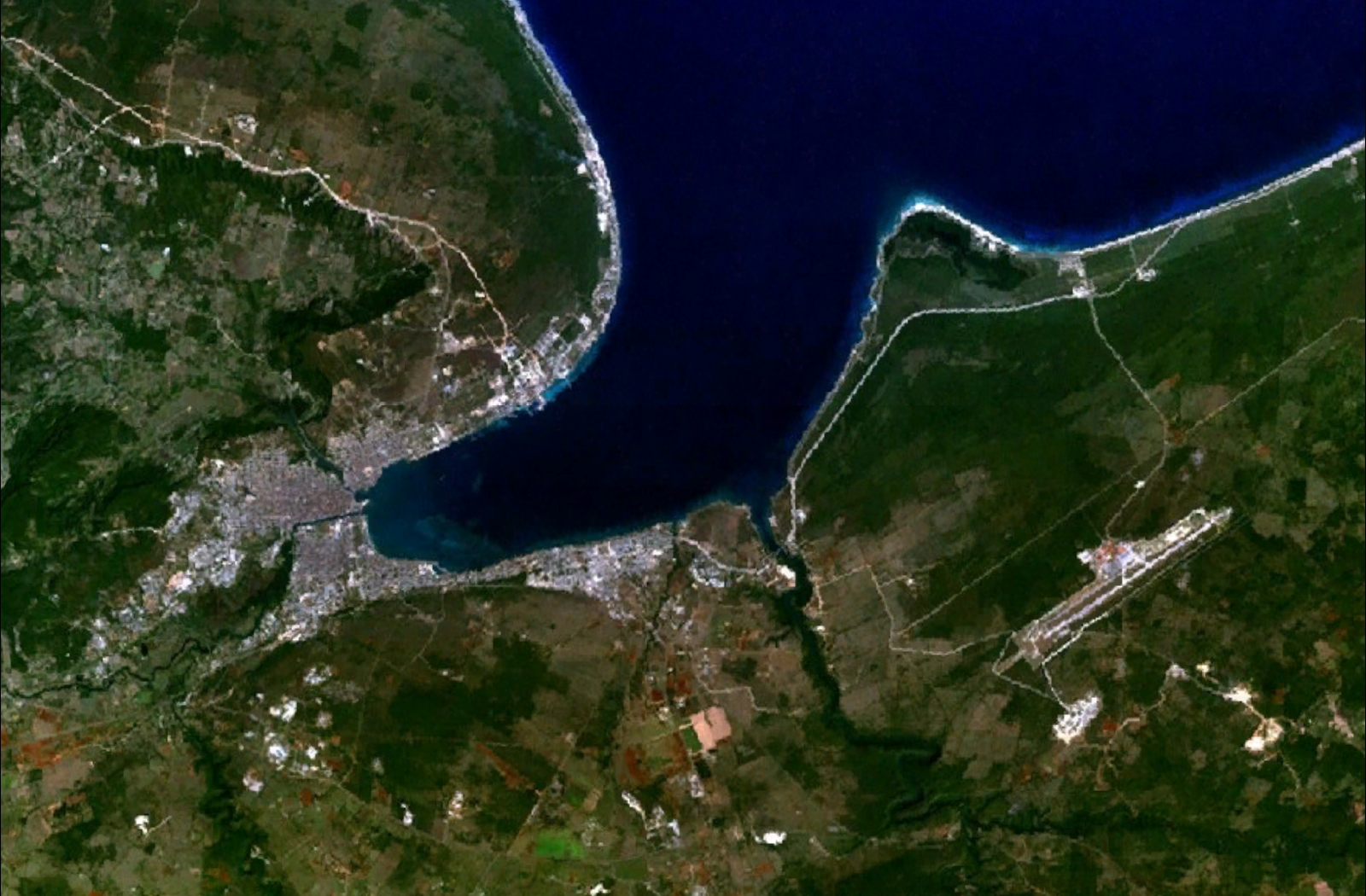
Vue satellite : baie de Matanzas (es), ville et aéroport
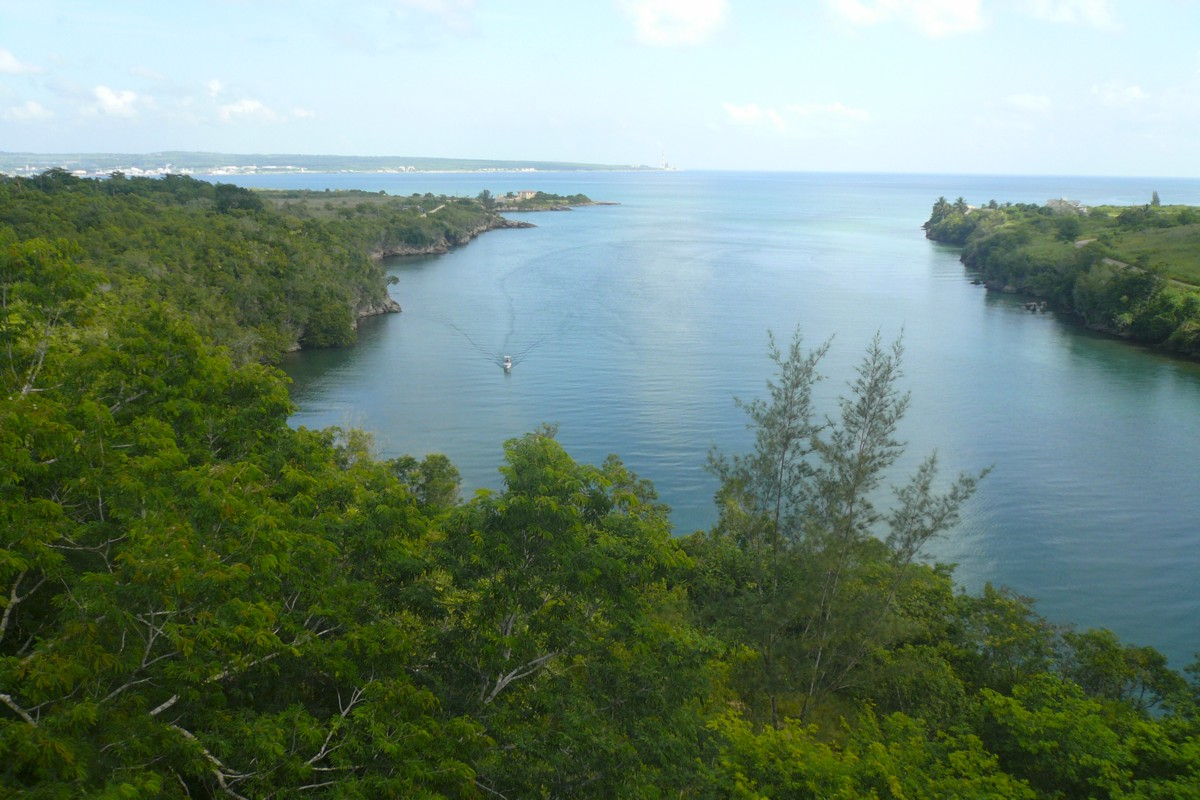
Vue vers le sud-est de la baie depuis le dernier pont sur le Canímar
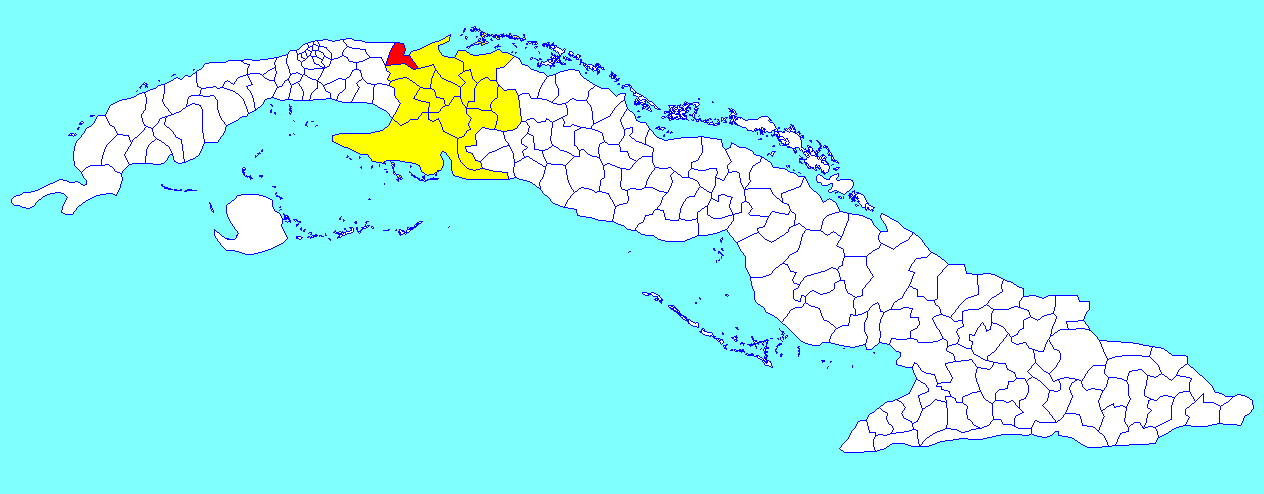
Municipalité de Matanzas dans la province de Matanzas

### Divisions administratives
La municipalité inclut 10 consejos populares :
- Peñas Altas
- Playa
- Pueblo Nuevo
- Versalles
- Matanzas Este
- Matanzas Oeste
- Naranjal
- Ceiba Mocha
- Guanábana
- El Valle

## Population
En 2022 la population de la municipalité est estimée à 163 631 habitants. Pour une surface de 370,9 km2, la densité est de 441,2 habitants/km².
Sa population s'élevait à 143 706 habitants en 2004.[réf. nécessaire]

## Histoire

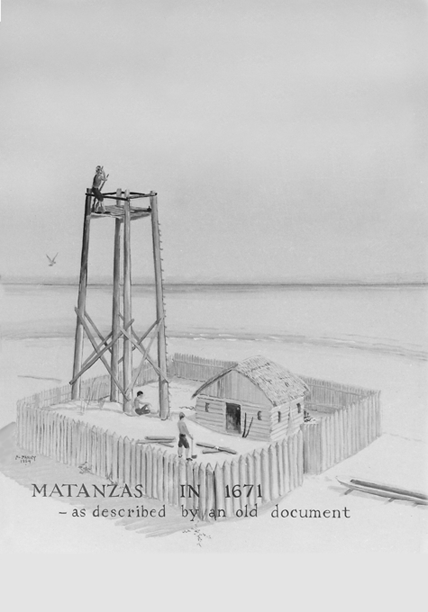
Matanzas en 1671

Matanzas est fondée en 1693 sous le nom de San Carlos y San Severino Matanzas à la suite d'un décret royal (real cédula) publié le 25 septembre 1690, qui stipule que la baie et le port de Matanzas seraient colonisés par trente familles venant des îles Canaries. Le but des espagnols est de renforcer la ligne de défense de l'île et de l'espace marin au nord de Cuba — un projet commencé en 1681. Ils suivent alors les ordonnances de Philippe II émises en 1573 et c'est à cela que la ville doit son agencement, unique à Cuba, selon de strictes lignes droites autour des grands éléments naturels (en particulier les trois fleuves qui s'y déversent dans la baie).
Le nom de Matanzas ferait référence à une rivière homonyme où un combat entre Espagnols et Amérindiens aurait eu lieu en 1510, le mot matanzas signifiant littéralement en espagnol « massacres », selon une légende locale.
La région de Matanzas connaît un développement rapide des plantations de canne à sucre durant la période coloniale. En conséquence, de nombreux esclaves africains sont importés pour fournir la main-d'œuvre nécessaire à cette activité, notamment pendant la première moitié du XIXe siècle. On compte ainsi 1 900 esclaves à Matanzas en 1792, soit environ 30 % de la population. En 1817 leur nombre est passé à 10 773, soit près de la moitié de la population totale. En 1841, Matanzas compte 53 331 esclaves (62,7 %) et 104 519 selon les chiffres du recensement de 1859. Matanzas connaît plusieurs insurrections d'esclaves, dont le complot d'Escalera (es) en 1843. En raison du nombre élevé à la fois d'esclaves et d'Afro-Cubains libres à Matanzas, le maintien des traditions africaines y est demeuré particulièrement fort.
En 1898, Matanzas est le théâtre de la première action de la guerre hispano-américaine : la ville fut bombardée par la Marine américaine le 25 avril 1898, au commencement de la guerre.

Matanzas en 1918
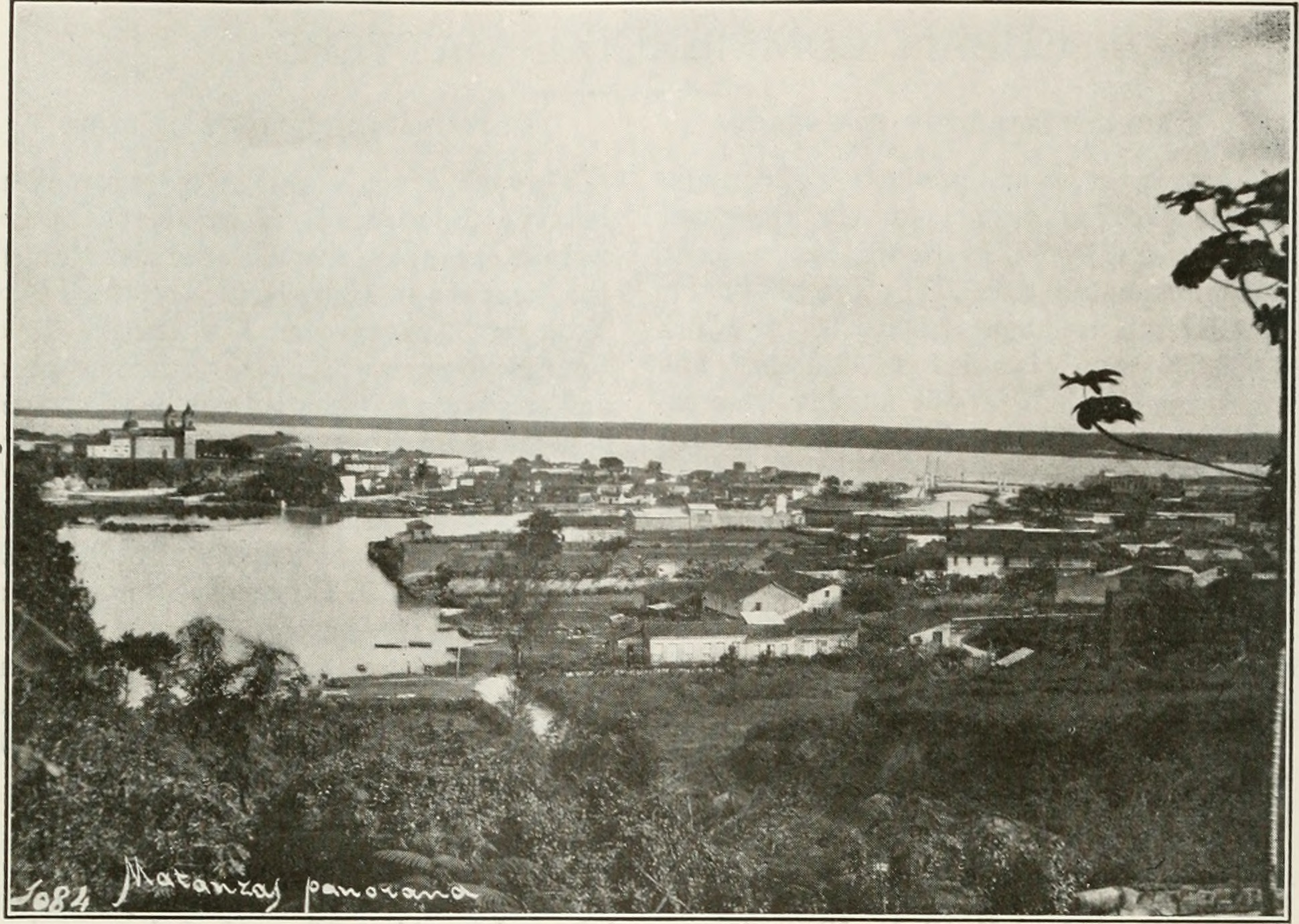
Matanzas et sa baie
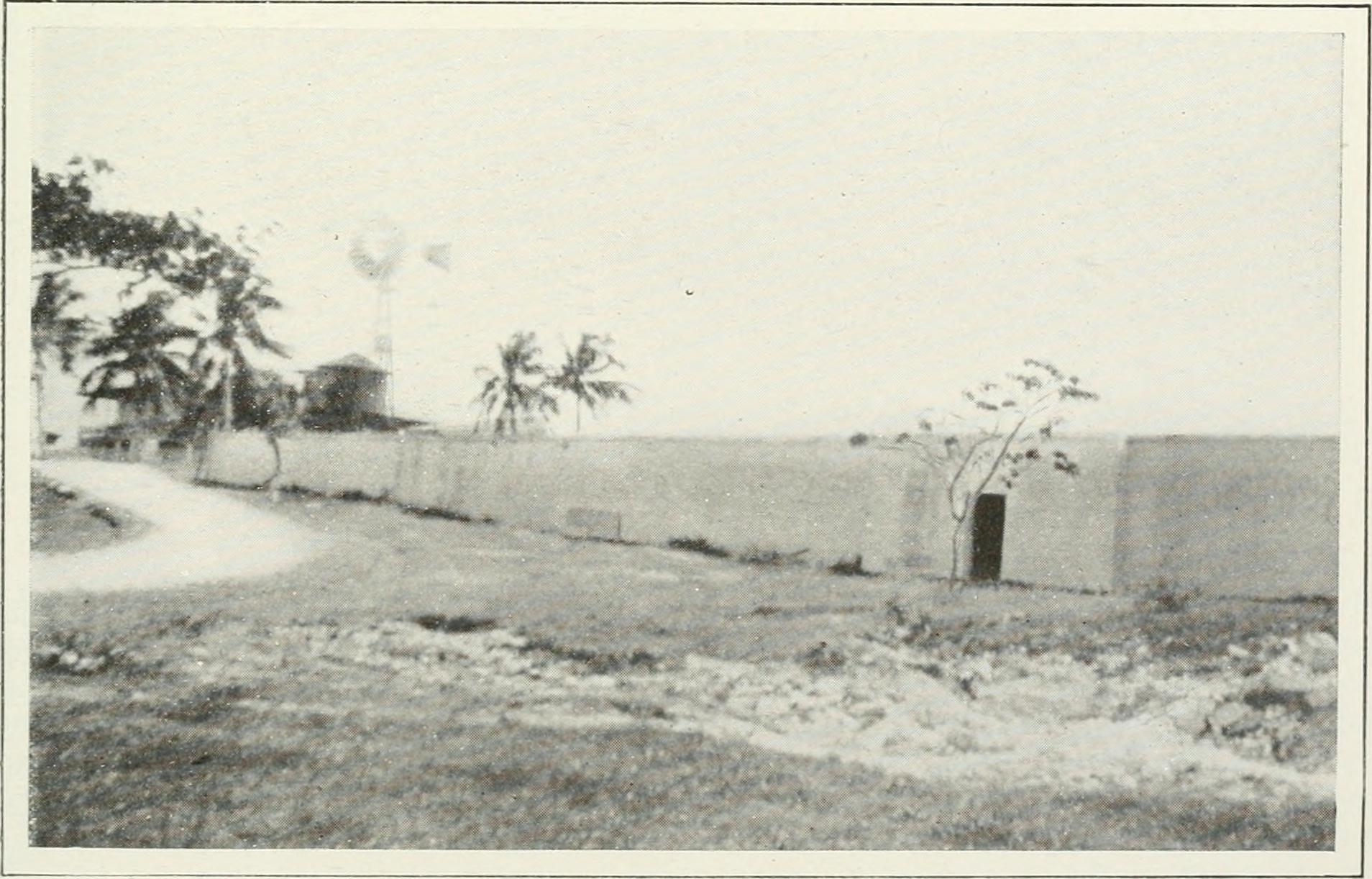
Fondations du téléscope (observatoire) en cours de construction sur les collines de Monserrate

Du 5 au 12 août 2022, un incendie ravage ce qui est alors le plus grand dépôt de pétrole de Cuba. Quatre réservoirs pouvant contenir jusqu’à 52 millions de litres de pétrole brut ou de mazout, ont brûlé, sur les huit principaux que comptait le dépôt - celui-ci ayant également 6 autres petits réservoirs - ; le bilan humain est de 16 pompiers tués et 132 blessés.

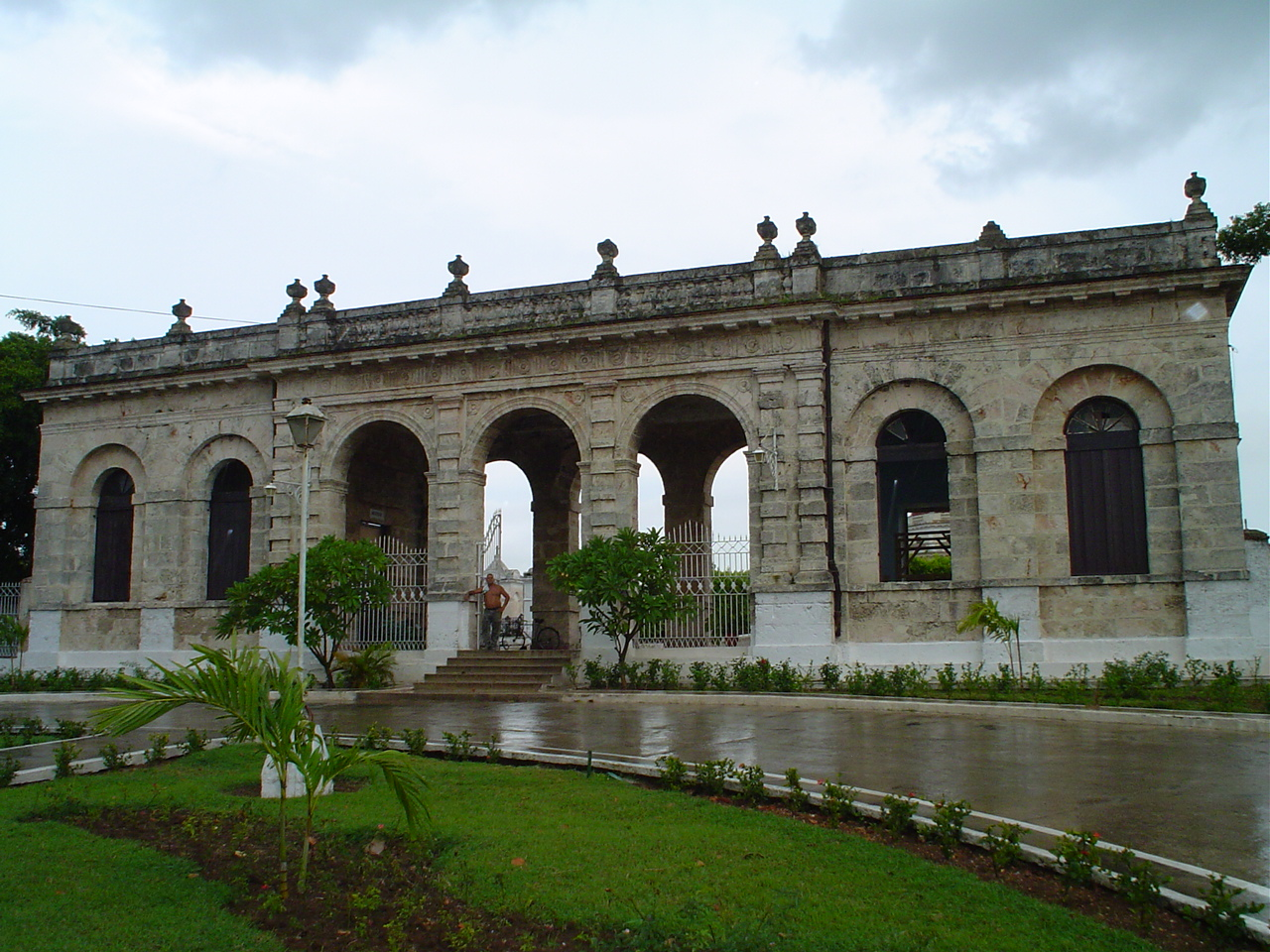
Nécropole de San Carlos Borromeo

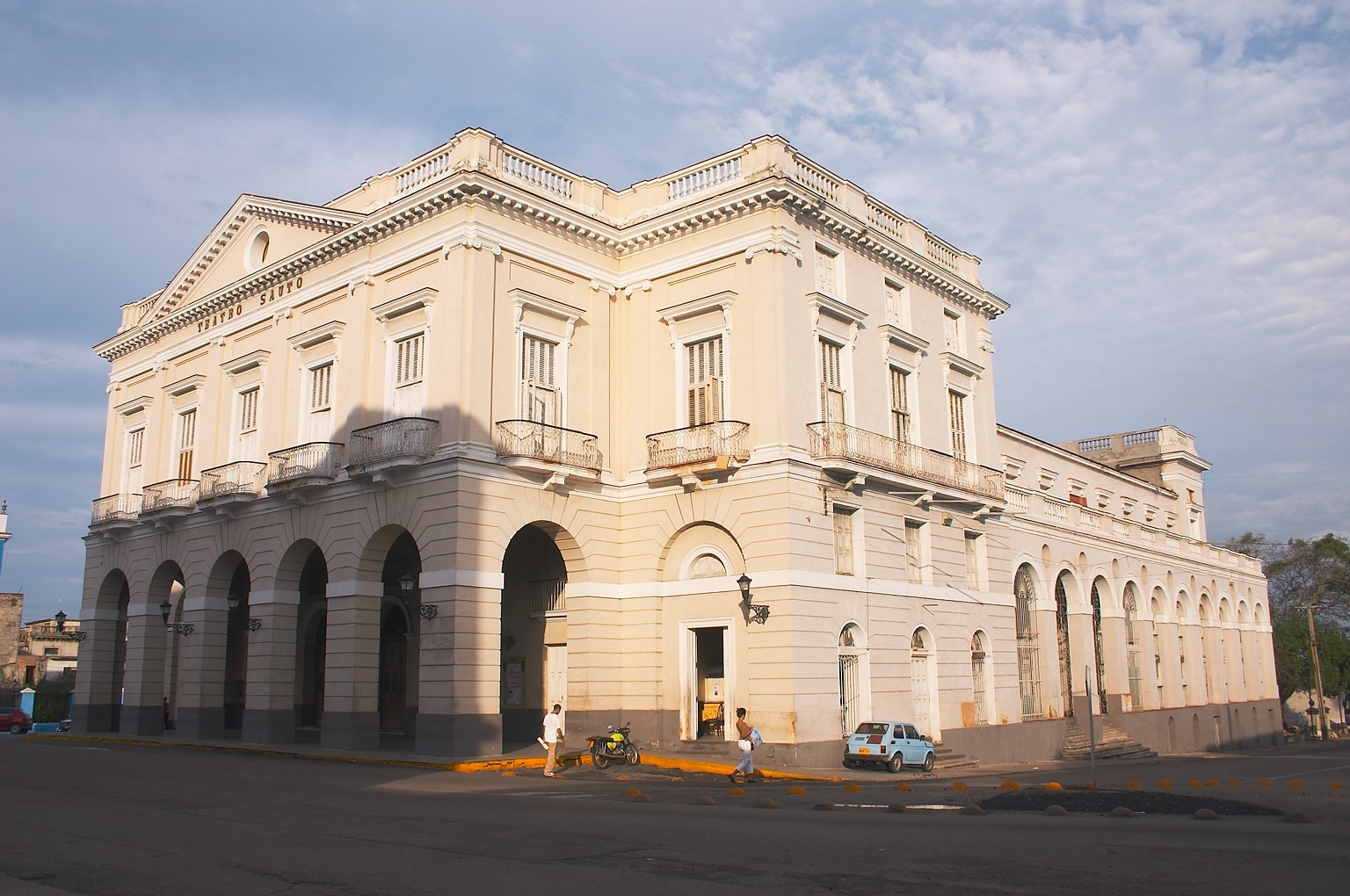

## Points d'intérêt
- Musée pharmaceutique (Museo Farmacéutico), créé en 1882
- Musée d'histoire de la province de Matanzas (en) (Museo Historico Provincial de Matanzas). C'est un exemple exceptionnel de maisons du XIXe siècle de Matanzas. Ses arcades à deux niveaux, au sol et au premier étage, rappellent les maisons du XVIIIe siècle autour de la Plaza Vieja à La Havane. Au niveau de la toiture, un parapet avec des urnes ornementales, est typique de l'architecture coloniale cubaine du XIXe siècle.
- Galerie Pedro Esquerré (en), musée du Centre provincial du patrimoine culturel de Matanzas, expositions d'art contemporain.
- Théâtre Sauto (en) (Teatro Sauto). Ouvert en 1863, le théâtre propose pièces de théâtre, opéras, ballets et concerts symphoniques. Il fait partie des monuments nationaux de Cuba et est l'un des symboles de la ville.
- Cathédrale de San Carlos de Borromeo (en). Édifice achevé en 1750. Considérée comme une très belle église avec ses fresques élégantes sur les murs, les plafonds et dans la grande coupole. Mais après des années de négligence faute de moyens financiers, le déclin semble irréparable. Sa nécropole (en) est très renommée.
- à proximité, les grottes de Bellamar[10],[11].
- la navigation de plaisance sur la rivière Canímar
- les ponts de Matanzas (dont le pont de Bacunayagua)
- Casino Español
- Quinta de Bellamar (en), maison du patrimoine et église

## Personnalités liées à la commune
- Le poète José María Heredia y Campuzano a vécu à Matanzas de 1821 à 1823
- Clara Porset, designer
- Francisco Ferreras, apnéiste
- Joel Isasi, athlète
- Luis Alberto Pérez-Rionda, athlète
- Leandro Peñalver, sprinter
- Lorenzo Padilla, artiste peintre
- Frank Chamizo, lutteur italien
- Martín Dihigo, joueur de baseball
- Luis Amarán, coureur cycliste
- Lisandra Guerra, coureuse cycliste
- Sergio Álvarez Boulet, haltérophile
- Andrés Aldama, boxeur
- Sugar Ramos, boxeur
- Miguel Faílde, compositeur et créateur du Danzón
- Barbarito Torres, musicien
- Frank Domínguez, pianiste et compositeur
- Justo Betancourt, chanteur
- Francisco Aguabella, musicien compositeur interprète congero, bongero, batelero
- José White Lafitte, violoniste et compositeur
- Agustín Acosta, poète
- José Zacarías Tallet, poète
- Carlos Pío Uhrbach, poète
- Federico Uhrbach, poète
- José Jacinto Milanés, écrivain